# Moelleriopsis
Moelleriopsis là một chi ốc biển, là động vật thân mềm chân bụng sống ở biển trong họ Seguenzioidea.

## Các loài
Các loài trong chi Moelleriopsis gồm có:
- Moelleriopsis abyssicola Bush, 1897
- Moelleriopsis atlantis Hoffman, Gofas & Freiwald, 2020
- †Moelleriopsis carinaspira Lozouet, 1999
- Moelleriopsis gritta Hoffman in Hoffman, Gofas & Freiwald, 2020
- Moelleriopsis messanensis (Seguenza, 1876)[2]
- Moelleriopsis meteorminora Hoffman, Gofas & Freiwald, 2020
- Moelleriopsis nipponica (Okutani, 1964)
- Moelleriopsis normani (Dautzenberg & H. Fischer, 1897)[3]
- Moelleriopsis poppei Engl, 2012
- Moelleriopsis richardi (Dautzenberg & H. Fischer, 1896)[4]
- Moelleriopsis sincera (Dall, 1890)
- Moelleriopsis valvatoides (Jeffreys, 1883)
- Moelleriopsis vemae (Clarke, 1961)
- Moelleriopsis watsoni (Tryon, 1888)

Species brought into synonymy
- Moelleriopsis valvatoides (Jeffreys, 1883): synonym of Skenea valvatoides (Jeffreys, 1883)